# Ochreinauclea missionis
Ochreinauclea missionis är en måreväxtart som först beskrevs av Nathaniel Wallich och George Don jr, och fick sitt nu gällande namn av Colin Ernest Ridsdale. Ochreinauclea missionis ingår i släktet Ochreinauclea och familjen måreväxter. IUCN kategoriserar arten globalt som sårbar. Inga underarter finns listade i Catalogue of Life.